# Procambarus enoplosternum
Procambarus enoplosternum är en kräftdjursart som beskrevs av Hobbs 1947. Procambarus enoplosternum ingår i släktet Procambarus och familjen Cambaridae. IUCN kategoriserar arten globalt som livskraftig. Inga underarter finns listade i Catalogue of Life.

## Bildgalleri

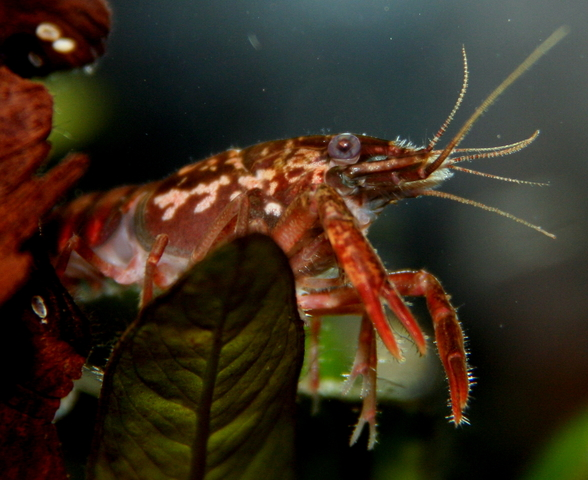
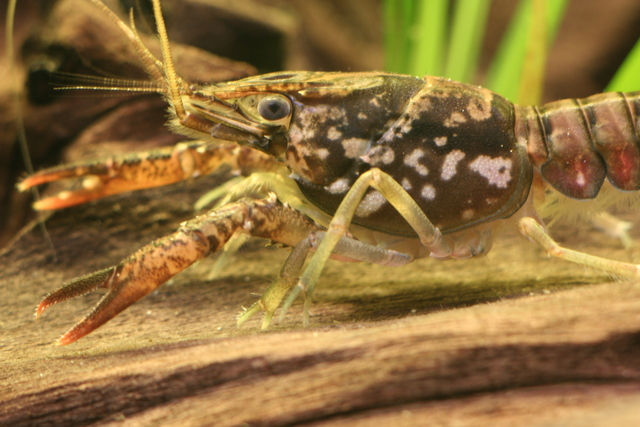
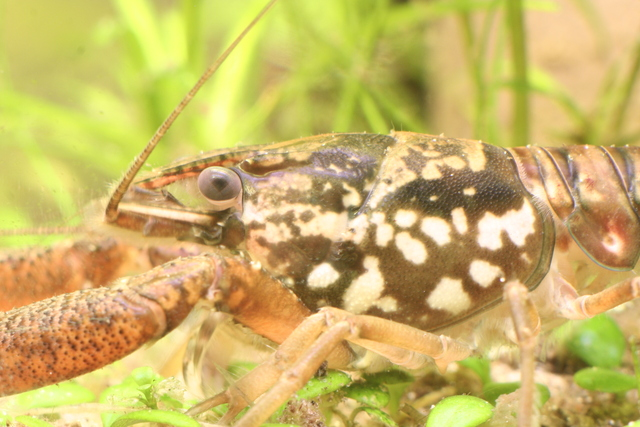
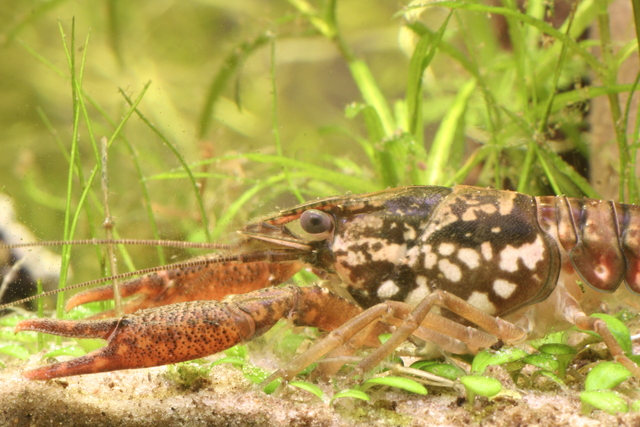
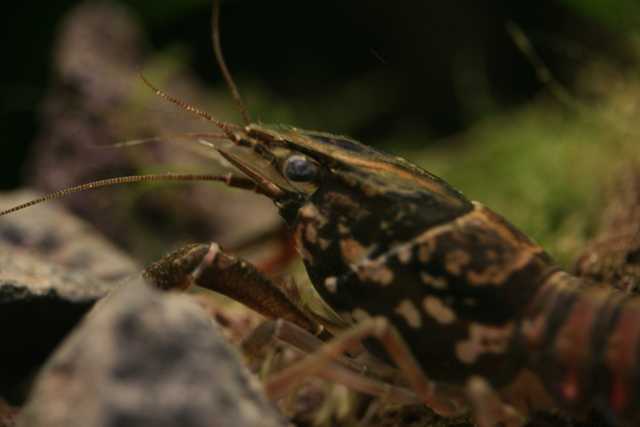
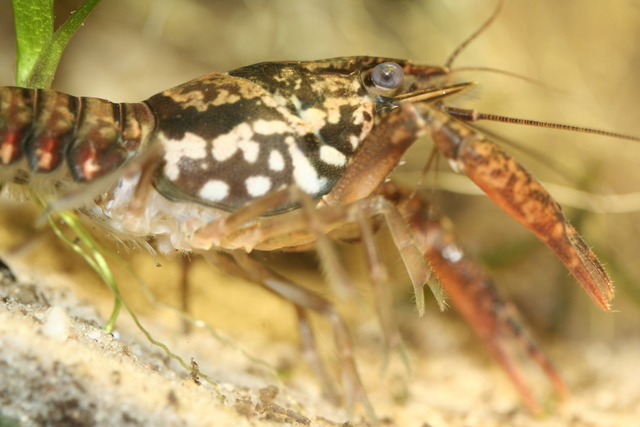